# Triumfetta micracantha
Triumfetta micracantha är en malvaväxtart som beskrevs av Ferdinand von Mueller. Triumfetta micracantha ingår i släktet triumfettor, och familjen malvaväxter. Inga underarter finns listade i Catalogue of Life.